# The Videos 1994–2001
The Videos 1994–2001 es una recopilación de videos musicales de la banda estadounidense Dave Matthews Band, lanzado el 21 de agosto de 2001 en VHS y DVD. Contiene doce videos musicales del grupo de sus primeros cuatro discos, «What Would You Say» a «The Space Between». En cada video se escucha un estéreo de Dolby Digital y una mezcla de 5.1 de sonido envolvente, como también un comentario en audio del director del video. También muestra un documental de detrás de escenas para las canciones «Don't Drink the Water», «Stay (Wasting Time)», y «I Did It». JT Griffith del sitio Allmusic le dio cuatro estrellas de cinco y opinó que es una «excelente colección».

## Lista de canciones
| N.º | Título                  | Director    | Duración |  |
| 1.  | «What Would You Say»    | David Hogan | 4:05     |  |
| 2.  | «Ants Marching»         | David Hogan | 4:28     |  |
| 3.  | «Satellite»             | Wayne Isham | 4:19     |  |
| 4.  | «Too Much»              | Ken Fox     | 3:49     |  |
| 5.  | «So Much to Say»        | Ken Fox     | 3:08     |  |
| 6.  | «Crash into Me»         | Dean Carr   | 4:12     |  |
| 7.  | «Tripping Billies»      | Ken Fox     | 4:08     |  |
| 8.  | «Don't Drink the Water» | Dean Carr   | 4:35     |  |
| 9.  | «Stay (Wasting Time)»   | Dean Carr   | 3:58     |  |
| 10. | «Crush»                 | Dean Carr   | 4:27     |  |
| 11. | «I Did It»              | Dave Meyers | 3:38     |  |
| 12. | «The Space Between»     | Dave Meyers | 3:38     |  |